# أوقست شلايشر
أوقست شلايشر (بالألمانية: August Schleicher) (و. 1821 – 1868 م) هو لغوي، وصحفي، وتربوي، وأستاذ جامعي، وكاتب ألماني، ولد في ماينينغن، وكان عضوًا في أكاديمية ساكسون للعلوم (منذ 1 يوليو 1863)، والأكاديمية الهنغارية للعلوم، والأكاديمية الروسية للعلوم، والأكاديمية البافارية للعلوم والعلوم الإنسانية، توفي في ينا، عن عمر يناهز 47 عاماً، بسبب سل.

## التعليم
تعلم في جامعة بون.

## جوائز
حصل على جوائز منها:
- جائزة فولني (1867)
- جائزة فولني (1863).

## روابط خارجية
- أوقست شلايشر على موقع الموسوعة البريطانية (الإنجليزية)